# 마쓰무라 겐조
마쓰무라 겐조(松村 謙三, 1883년 1월 24일~1971년 8월 21일)는 13선 중의원 의원을 역임한 일본의 정치인이다.

## 생애
1883년 도야마현 후쿠미쓰정(현 난토시)에서 약종상에 종사하는 지주 집안에서 장남으로 태어났다. 어머니가 2살 때 죽었고 이후 계모의 보살핌을 받았다.
소학교를 우수한 성적으로 졸업한 뒤 도야마 중학교로 진학했지만 2학년 때 다카오카 중학교로 전학을 갔다. 중학교에서 교장 배척 운동을 벌이다가 2주간 정학 처분을 받았다. 중학교장이 공립으로 갈 것을 강하게 권했지만 이에 대한 반항심으로 사립인 도쿄전문학교(현 와세다 대학) 고등예과에 진학했다. 아버지는 마쓰무라가 약사가 되어 가업을 잇길 바랐지만 마쓰무라는 끈질기게 아버지를 설득해 도쿄로 갈 수 있었다. 마쓰무라는 한평생 중일 관계와 농업에 대해 관심을 보였는데 대학 졸업 논문도 「일본 농업 공황론」이었다.
1906년에 대학을 졸업한 뒤 호치 신문사에 입사했다. 사장 미노우라 가쓴도는 신문사의 기반을 다지기 위해 오래 근무하는 기자를 육성하길 원해 와세다 대학의 다카타 사나에에게 의뢰했다. 다카타는 마쓰무라를 불러 신문사에서 일해볼 생각은 없는지 물었고 마쓰무라는 이를 바로 받아들였다. 다카타의 소개장을 받아 미노우라를 찾아가자 미노우라는 내일부터 출근하라면서 입사가 결정되었다. 기자가 된 뒤에 오쿠마 시게노부의 간사이 여행을 동행해 취재했는데 이후 마쓰무라는 빈번히 오쿠마의 집을 찾게 되었다. 1912년 아버지가 죽자 가업인 약국을 물려받았고 소유하고 있던 산림에서 식수 사업도 시작했다. 1917년엔 정계에 진출해 후쿠미쓰정의회 의원이, 1919년엔 도야마현의회 의원이 되었다.
1928년 입헌민정당 소속으로 제16회 일본 중의원 의원 총선거에 출마해 당선됐다. 당선 직후 5·3 참변 조사단의 일원이 되어 중국을 찾았다. 이후 장쭤린이 암살당한 황고둔 사건이 발생하자 귀국했다. 일련의 사건을 총재 하마구치 오사치에게 보고하자 하마구치는 "이 문제는 실로 중대하다. 당파를 초월한 중대 사건이니 이 문제의 처리는 나에게 맡겨주길 바란다"라고 말했다. 일본의 국제적 신용이 걸린 문제이니 직접 처리하겠다는 하마구치의 태도에 마쓰무라는 실로 훌륭하다고 생각했다고 한다. 민정당은 기자 출신 의원인 나카노 세이고에게 질문을 맡겼다. 나카노는 만주의 중대 사건이라며 완곡한 표현을 사용하며 다나카 기이치 내각의 책임을 추궁했고 결국 다나카 기이치는 총리대신의 자리를 내놓았다.
1929년 7월 하마구치는 그렇게 바라던 총리대신이 되었고 민정당 내각이 수립됐다. 내무대신이 된 아다치 겐조의 추천을 받아 마쓰무라는 농림대신으로 취임한 마치다 추지의 비서관이 되었다. 이는 과거 마쓰무라가 기자였을 때 아다치가 돗토리현에 유세를 한 적이 있었는데 마쓰무라가 동향인 현지사를 설득해 아다치 일행을 환대했던 것을 갚아준 것이었다. 마쓰무라는 감사해 하며 마치다를 정치적 스승으로 모셨다.
이누카이 내각이 1932년 1월 중의원을 해산하자 총선이 시행됐는데 민정당에게 어려운 싸움이었다. 마쓰무라도 최하위 기록으로 아슬아슬하게 당선됐다. 총선 이후 사이토 내각이 출범하자 입헌정우회에서 다카하시 고레키요, 미쓰치 주조, 하토야마 이치로가, 민정당에서 야마모토 다쓰오와 나가이 류타로가 각각 입각했다. 마쓰무라는 농림참여관이 되었다. 당시 농림상은 귀족원 의원이던 고토 후미오였는데 마쓰무라는 고토와 민정당 사이의 연락책 역할을 맡았고 의회 대책에도 관여했다. 마쓰무라가 농정통 의원으로 두각을 드러낸 것이 이 무렵이었다.
1936년 2·26 사건이 발생한 뒤 민정당 총무가 되었다. 1938년엔 민정당 정조회장이 되었고 다음 해 히라누마 내각이 발족하자 농림정무차관에 취임했다. 1940년 민정당이 해산했으며 1942년 총선 때 추천 후보로 입후보해 당선됐다. 1944년 5월 익찬정치회 총무·정조회장이 되었고 1945년 4월엔 대일본정치회 간사장이 되었다. 스즈키 간타로 내각과 자주 접촉하면서 종전이 다가오고 있음을 알았다. 전쟁이 끝난 뒤에 정당이 해산하는 것을 막지 못해 익찬회에 가입한 것을 반성했으며 "어쩔 수 없는 환경이었다고 하지만 혼자서라도 군부에 저항해 소신을 관철하지 않은 것은 내 생애에 오점을 남긴 것이었다"라고 훗날 회고했다.
전후에 히가시쿠니노미야 내각이 발족하자 후생대신 겸 문부대신이 되었고 시데하라 내각에서는 농림대신으로 입각했다. 농상이 되자 동향 출신으로 다카오카 중학교 1년 후배인 가와이 요시나리를 사무차관으로 기용했다. 농정국장으론 기획원 사건으로 정부에서 쫓겨났던 와다 히로오를 발탁했다.
당시 시급한 과제는 식량 위기와 농지 개혁이었다. 관련 논의가 의회에선 공전만 거듭했는데 연합군 최고사령부(GHQ)가 갑작스레 각서를 공표해 일본의 토지 경작민들이 노동의 성과를 향수하게 하고 보다 더 균등한 기회를 얻을 수 있도록 조치를 강구할 것을 일본 정부에 명령했다. 그리고 GHQ는 1946년 3월 15일까지 농지 개혁 계획안을 제출하라고 지시했다. 의회도 개혁에 적극적인 태도를 띠기 시작해 농림성이 제출한 농지 개혁안을 12월 15일 통과시켰고 19일엔 귀족원도 가결했다. 이것이 제1차 농지 개혁이었다. 하지만 GHQ는 이것만으론 부족하다고 여겨 결국 제1차 농지 개혁은 제대로 시행되지 못했다. 그리고 마쓰무라는 GHQ에 의해 공직 추방을 당했다.
이후 마쓰무라는 표고버섯을 재배했는데 생각보다 작황이 좋아 시장에도 출하할 정도였다. 또한 취미로 다양한 품종의 중국산 난을 들여와 재배했다. 이 난 중 일부는 개화한 뒤 황후에게 헌상됐다. 하지만 이걸로 생활비를 벌긴 어려워 소유하고 있던 산림을 조금씩 팔아서 생계를 이어갔다. 1951년 8월 공직 추방이 해제되자 오아사 다다오 등 옛 민정당 출신 의원들과 함께 신정클럽을 결성했다. 이후 요시다 시게루의 자유당을 견제하기 위해 세력을 모으고자 국민민주당과 교섭에 나섰다. 이후 아시다 히토시, 미키 다케오 등과 함께 1952년 2월 개진당을 창당했다. 총재는 공석이었고 중앙상임위원회 의장에 마쓰무라가 선출됐다.
1954년 일본민주당이 결성과 함께 정조회장에 취임했고 제2차 하토야마 이치로 내각에 문부상으로 입각했다. 개진당-민주당 시절엔 모미야마 히로시·고야마 구니타로·쓰루미 유스케·나카무라 산노조·가와사키 스에고로·마쓰우라 슈타로 등 옛 민정당 좌파 정치인들을 결집해 파벌을 결성했다. 그리고 보수합동으로 자유민주당이 창당되자 옛 국민협동당에서 미키가 이끌던 파벌과 힘을 합쳐 정책연구회라는 파벌을 만들었다. 통칭은 미키·마쓰무라파였다. 제3차 하토야마 이치로 내각 때 미키는 마쓰무라를 중의원 의장으로 추대하고자 했지만 당시 의장이던 마스타니 슈지가 자신의 유임을 강력히 주장했기에 마쓰무라는 의장이 되지 못했다.
1959년 일본 자유민주당 총재 선거에 반주류파 통일 후보로 출마했다. 기시 노부스케가 320표를 얻어 무난히 1등을 차지하고 마쓰무라는 166표에 그쳤지만 예상보단 많은 표를 얻었다. 기시가 집권할 때 중국과의 관계가 원만하지 못했다. 이에 마쓰무라는 중국을 방문해 중화인민공화국의 국무원 총리 저우언라이와 회담을 했다. 1960년 기시가 물러나고 이케다 내각이 출범하자 마쓰무라는 이케다 하야토와 긴밀히 연락하며 중일 관계 개선을 위해 노력했다. 1962년 9월 마쓰무라는 두 번째로 중국을 방문했고 이때 양국 사이에서 본격적인 무역 재개가 이루어지는 발판을 마련했다.
1964년 이케다의 병세가 악화돼 총재에서 물러날 뜻을 표하자 후임 총재로 중국과의 관계를 중시하며 당인파 출신이었던 고노 이치로를 지지했다. 하지만 파벌의 공동 대표인 간사장 미키는 부총재 가와시마 쇼지로와 함께 이케다의 뜻을 따라 사토 에이사쿠를 지지했다. 미키와 대립하던 마쓰무라는 후루이 요시미·다케야마 유타로·사사야마 시게타로·가와사키 히데지·사에키 무네요시 등을 이끌고 파벌을 이탈해 독자적인 파벌을 만들었다.
이후에도 중일관계정상화에 대한 집념을 불태웠지만 이 무렵의 마쓰무라는 지나치게 늙었었다. 결국 측근들의 권유를 받아 장남이 아버지에게 정계 은퇴를 권했고 마쓰무라는 이를 받아들여 1969년 정계를 은퇴했다. 전 외무상 후지야마 아이이치로와 저우언라이의 만남을 주선하기 위해 1970년 3월 우호방문단을 이끌고 중국을 다시 한 번 찾았다.
1971년 8월 향년 88세로 사망했다.

## 역대 선거 기록
|  | 0% |

|  | 0% |

|  | 0% |

|  | 0% |

|  | 0% |

|  | 0% |

|  | 24.5% |

|  | 25.5% |

|  | 31.6% |

|  | 29.5% |

|  | 30.1% |

|  | 37.6% |

|  | 29% |

## 참고 문헌
- 松村謙三『三代回顧録』東洋経済新報社、1964年
  - 新版『松村謙三 三代回顧録』武田知己編、吉田書店、2021年
- 田川誠一『松村謙三と中国』読売新聞社、1972年
- 『松村謙三』 島善高ほか編、資料編、伝記編 上・下、桜田会、1999年

| 전임 오카다 다다히코 | 제12대 후생대신 1945년 8월 17일~1945년 10월 9일 | 후임 아시다 히토시 |

| 전임 센고쿠 고타로 | 제2대 농림대신 1945년 10월 9일~1946년 1월 13일 | 후임 소에지마 센파치 |

| 전임 안도 마사즈미 | 제72대 문부대신 1955년 3월 19일~1955년 11월 22일 | 후임 기요세 이치로 |